# The Phantom of the Opera (film fra 2004)
 For alternative betydninger, se The Phantom of the Opera (flertydig). (Se også artikler, som begynder med The Phantom of the Opera)
The Phantom of the Opera (originaltitel: Le Fantôme de l'Opéra) er en spillefilm fra 2004, baseret på Andrew Lloyd Webbers musical fra 1986. Filmen er instrueret af Joel Schumacher på grundlag af en roman skrevet af Gaston Leroux. 

## Handling
Den unge balletdanser Christine Daae (spillet af Emmy Rossum), datter af en svensk violinist, bliver forældreløs i en alder af syv år. Hun flytter til operaen, hvor hun vokser op hos madame Giry (Miranda Richardson) og hendes datter, Meg (Jennifer Ellison).
Efter de ord Christines far sagde til hende på dødslejet, bliver Christine lært op af en stemme, hun tror er hendes fars, til en sopran. Det er også derfor det lige netop bliver hende, en ellers så simpel baggrundsdanser, der bliver valgt til at vikariere for Carlotta Giudicelli (Minnie Driver), som ellers skulle have sopranen i et af de operaer, der er i det populære operahus i Paris.
Men eftersom de nye direktører ikke retter sig efter op til flere breve, der bliver sendt af en mystisk afsender, begynder det berømte operafantom (Gerard Butler) at gå igen og lade frygtelige ting ske. Og da han så møder Christine, som han har lært op i så mange år, uden at hun vidste at det var ham, bliver han forelsket i hende. Uheldigvis er han ikke den eneste.

## Medvirkende
- Gerard Butler som Operafantomet
- Emmy Rossum som Christine Daae
- Patrick Wilson som Raoul
- Miranda Richardson som madame Giry